# کونتراتاسیون
کونتراتاسیون (انگلیسی: Contratación) نام یک منطقه مسکونی در کلمبیا است.